# Мухуб, Ахмед
Ахме́д Муху́б (араб. أمين الوهابي‎; фр. Ahmed Mouhoub; род. 4 января 2008) — марокканский футболист, полузащитник клуба ФЮС.

## Клубная карьера
Мухуб — воспитанник клуба ФЮС.

## Международная карьера
В 2025 году в составе юношеской сборной Марокко Мухуб стал победителем домашнего юношеского Кубка Африки. На турнире он сыграл в матче против сборной Уганды, Замбии, Танзании, ЮАР, Кот-д’Ивуара и Мали.

## Достижения
Международные
 Марокко (до 17)
- Победитель Кубка африканских наций (до 17 лет): 2025